# Cộng Hòa, Nam Sách
Cộng Hòa là một xã thuộc huyện Nam Sách, tỉnh Hải Dương, Việt Nam.

## Địa lý
Xã Cộng Hòa nằm ở phía Đông Bắc huyện Nam Sách, có vị trí địa lý:
- Phía bắc giáp TP. Chí Linh
- Phía tây bắc giáp xã An Bình
- Phía tây giáp xã Phú Điền
- Phía tây nam giáp TP. Hải Dương
- Phía Nam giáp huyện Kim Thành.
- Phía Đông giáp TX. Kinh Môn

Xã Cộng Hòa có diện tích 11,44 km², dân số năm 1999 là 9.341 người, mật độ dân số đạt 817 người/km².

## Hành chính
Xã Cộng Hòa được chia thành 5 thôn: An Điền Xuân, An Điền Giáp, An Điền Kim, Cổ Pháp, Chi Đoan.